# 2-Ethoxyphenol
2-Ethoxyphenol ist eine chemische Verbindung aus der Gruppe der Phenolderivate und aromatischen Ether.

## Gewinnung und Darstellung
2-Ethoxyphenol kann durch Monoveretherung von Brenzkatechin und Ethanol gewonnen werden.

## Eigenschaften
2-Ethoxyphenol ist eine farblose Flüssigkeit, die schwer löslich in Wasser ist.

## Verwendung
2-Ethoxyphenol wird in Studien über die Hemmung von Bakterien durch phenolische Verbindungen und als Zwischenprodukt zur Herstellung anderer chemischer Verbindungen verwendet.